# ディス・ライフ・オン・ツアー
『ディス・ライフ・オン・ツアー』はイギリスのポップグループ、テイク・ザットの12回目のコンサート・ツアー。9枚目のオリジナルアルバム『ディス・ライフ』を引っ提げて行われた。最初のレグは4月13日、シェフィールドから始まり、6月24日にマンチェスターで終了する。セカンド・レグは『ディス・ライフ・アンダー・ザ・スターズ』として開催され、6月20日にコークのマスグレーヴ・パークで始まり、7月19日にMeo Marés Vivas Festivalで終了する予定。
ツアーはその後オーストラリア、アラブ首長国連邦、アジアを周る。
11月18日には東京ガーデンシアターで29年ぶりとなる来日公演が決定している。

## オープニング・アクト
- オリー・マーズ (イギリス・アイルランド)[8]
- ソフィー・エリス・ベクスター (オーストラリア・ニュージーランド)[9]
- ダニエル・ルーニー (2024年5月3日のグラスゴー公演)[10]
- アルフィー・カストリー (ドイツ・デンマーク・ハンガリー)[11]

## セットリスト
2024年4月12日・13日
1. "Keep Your Head Up"
2. "Windows"
3. "Giants"
4. "Days I Hate Myself"
5. "Everything Changes"
6. "Sure"
7. "Shine"
8. "A Million Love Songs"
9. "I Found Heaven"
10. "Pray" （"How Deep Is Your Love" を含む。）
11. "Forever Love" （ゲイリーのソロ）
12. "Clementine" (マークのソロ
13. "Speak Without Words" （ハワードのソロ）
14. "Patience"
15. "The Flood"
16. "Get Ready for It"
17. "March of the Hopeful"
18. "The Champion"
19. "This Life"
20. "Greatest Day"
21. "These Days"
22. "Time and Time Again"
23. "Relight My Fire"
24. "One More Word"
25. "Hold Up a Light"
26. "Back for Good"
27. "You and Me"
アンコール
28. "Never Forget"
29. "Rule the World"